# Locksmith Animation
Locksmith Animation es un estudio de animación británico fundado por Sarah Smith y Julie Lockhart en 2014. Tiene su sede en Londres, Inglaterra, y afirma ser el único estudio de animación por computadora de alta gama en el Reino Unido que realiza películas familiares animadas por computadora.

## Historia
El estudio fue fundado en 2014 por Sarah Smith y Julie Lockhart con el respaldo financiero de Elisabeth Murdoch. En abril de 2014, el estudio de efectos visuales/animación Double Negative llegó a un acuerdo con Locksmith, donde proporcionará la animación por computadora para las películas de Locksmith.
En mayo de 2016, Locksmith firmó un acuerdo de producción con Paramount Pictures, con Paramount actuando como distribuidor de las películas de Locksmith que se producirán bajo el sello Paramount Animation. Sin embargo, al año siguiente, Paramount abandonó su acuerdo con Locksmith cuando el presidente y director ejecutivo de Paramount, Brad Gray, fue reemplazado por Jim Gianopulos.
En septiembre de 2017, Locksmith firmó un contrato de producción de varios años con 20th Century Fox, que distribuirá las películas de Locksmith bajo el sello 20th Century Fox Animation, con Locksmith con el objetivo de lanzar una película cada 12-18 meses. La primera película que se estrenará bajo la compañía de producción será Ron's Gone Wrong, que se estrenará el 22 de octubre de 2021 por 20th Century Studios. En octubre de 2019, mientras Disney se hizo cargo de 20th Century Animation, Locksmith formó un nuevo acuerdo de producción de varios años con Warner Bros., que distribuirá las futuras películas de Locksmith bajo el sello Warner Animation Group después del lanzamiento de Ron's Gone Wrong, que ahora será la única película de Locksmith distribuida por 20th Century Studios.
En junio de 2021, se anunció que Natalie Fischer, ex directora de operaciones de Illumination Entertainment, asumirá el cargo de directora ejecutiva. La cofundadora de cerrajería Sarah Smith abandona la empresa para perseguir sus propios esfuerzos creativos. También se anunció que Locksmith se encuentra actualmente en producción de That Christmas, una película navideña basada en la serie de libros para niños del cineasta Richard Curtis y que se desarrolla en una película original de comedia musical.

## Producciones

### Largometrajes

#### Películas estrenadas
| # | Título           | Fecha de lanzamiento   | Ref(s)       | Coproducción con                            | Distribuidor                        | Servicio(s) de animación |
| - | ---------------- | ---------------------- | ------------ | ------------------------------------------- | ----------------------------------- | ------------------------ |
| 1 | Ron's Gone Wrong | 22 de octubre de 2021  | [ 9 ] [ 10 ] | 20th Century Studios 20th Century Animation | Walt Disney Studios Motion Pictures | DNEG                     |
| 2 | That Christmas   | 6 de diciembre de 2024 | [ 11 ]       | Netflix Animation                           | Netflix                             | DNEG                     |

#### Próximas películas / Películas en desarrollo
| Título                                          | Fecha de lanzamiento | Ref(s) | Coproducción con       | Distribuidor          |
| ----------------------------------------------- | -------------------- | ------ | ---------------------- | --------------------- |
| Película de comedia musical original sin título | TBA                  | [ 12 ] | Warner Animation Group | Warner Bros. Pictures |
| Wed Wabbit                                      | TBA                  | [ 13 ] | Warner Animation Group | Warner Bros. Pictures |